# Sigurdur Ingi Jóhannsson
Sigurdur Ingi Jóhannsson (em islandês: Sigurður Ingi Jóhannsson) é um político islandês do Partido do Progresso. Nascido em 1962, em Selfoss, na Islândia, ele atualmente é o líder do Partido do Progresso e Ministro dos Transportes e da Administração Local desde 2017. Anteriormente, serviu como primeiro-ministro de abril de 2016 a janeiro de 2017.